# 뉴스 톡
《뉴스 톡》은 대한민국 YTN에서 평일 오전 11시에 방송되었던 YTN의 낮 뉴스 프로그램이다.

## 타이틀 변천사
| 역대 | 타이틀  | 방송 기간                         |
| ---- | ------- | --------------------------------- |
| 1기  | 뉴스 톡 | 2017년 2월 6일 ~ 2018년 11월 30일 |

## 경쟁 프로그램
- KBS 뉴스 12, KBS 뉴스 2 (KBS 1TV)
- KBS 뉴스타임 (1500) (KBS 2TV)
- 12 MBC 뉴스, 2시 뉴스외전 (MBC)
- SBS 12 뉴스, 주영진의 뉴스브리핑 (SBS)
- EBS 뉴스 12 (EBS 1TV)